# Ligne de Saint-Cyr à Surdon
La ligne de Saint-Cyr à Surdon est une ligne du réseau ferré national français à écartement standard et double voie. Elle est empruntée par les trains de la relation de Paris-Montparnasse à Granville et par ceux de la ligne N du Transilien de la branche de Paris à Dreux.

## Histoire
Cette liaison a été mise en service en plusieurs étapes.
| Date d'ouverture | Destinations      | Observations                                            |
| ---------------- | ----------------- | ------------------------------------------------------- |
| 15 juin 1864     | Saint-Cyr à Dreux | Embranchement de la ligne de Paris-Montparnasse à Brest |
| 1er octobre 1866 | Dreux à L'Aigle   |                                                         |
| 5 août 1867      | L'Aigle à Surdon  | Raccordement à la ligne du Mans à Mézidon               |

Les 2 février et 6 avril 1855 est signée une convention entre le ministre des Travaux publics et les compagnies des chemins de fer de Paris à Saint-Germain, de Paris à Rouen, de Rouen au Havre, de l'Ouest, de Paris à Caen et à Cherbourg. Cette convention organise la fusion de ces compagnies au sein de la Compagnie des chemins de fer de l'Ouest. En outre, elle concède à titre définitif à la compagnie « un embranchement sur la ligne de Mézidon au Mans, à partir d'un point soit de la ligne de Paris à Caen, soit de la ligne de l'Ouest ». Cette convention est approuvée par décret impérial le 7 avril 1855.
Créant une nouvelle liaison entre les chemins de fer de Paris à Rennes au sud et de Paris à Cherbourg au nord, elle dessert le sud agricole de la Normandie, restée jusqu'alors à l'écart des dessertes ferroviaires. La ligne traverse une région relativement vallonnée, formée de plateaux calcaires entaillés par des rivières. La traversée de ses vallées successives confère à la ligne un profil en dents de scie. En 1860, les travaux sont lancés en plusieurs points ; ils sont ralentis en 1862 par l'étude de la traversée difficile de la ville de L'Aigle, étalée dans la vallée de la Risle. La ligne atteint Dreux en juin 1864, puis L'Aigle en octobre 1866 et enfin Surdon en août 1867. Une seconde ligne d'Argentan à Granville par Flers et Vire, concédée par le même décret du 7 avril 1855, complète la précédente.

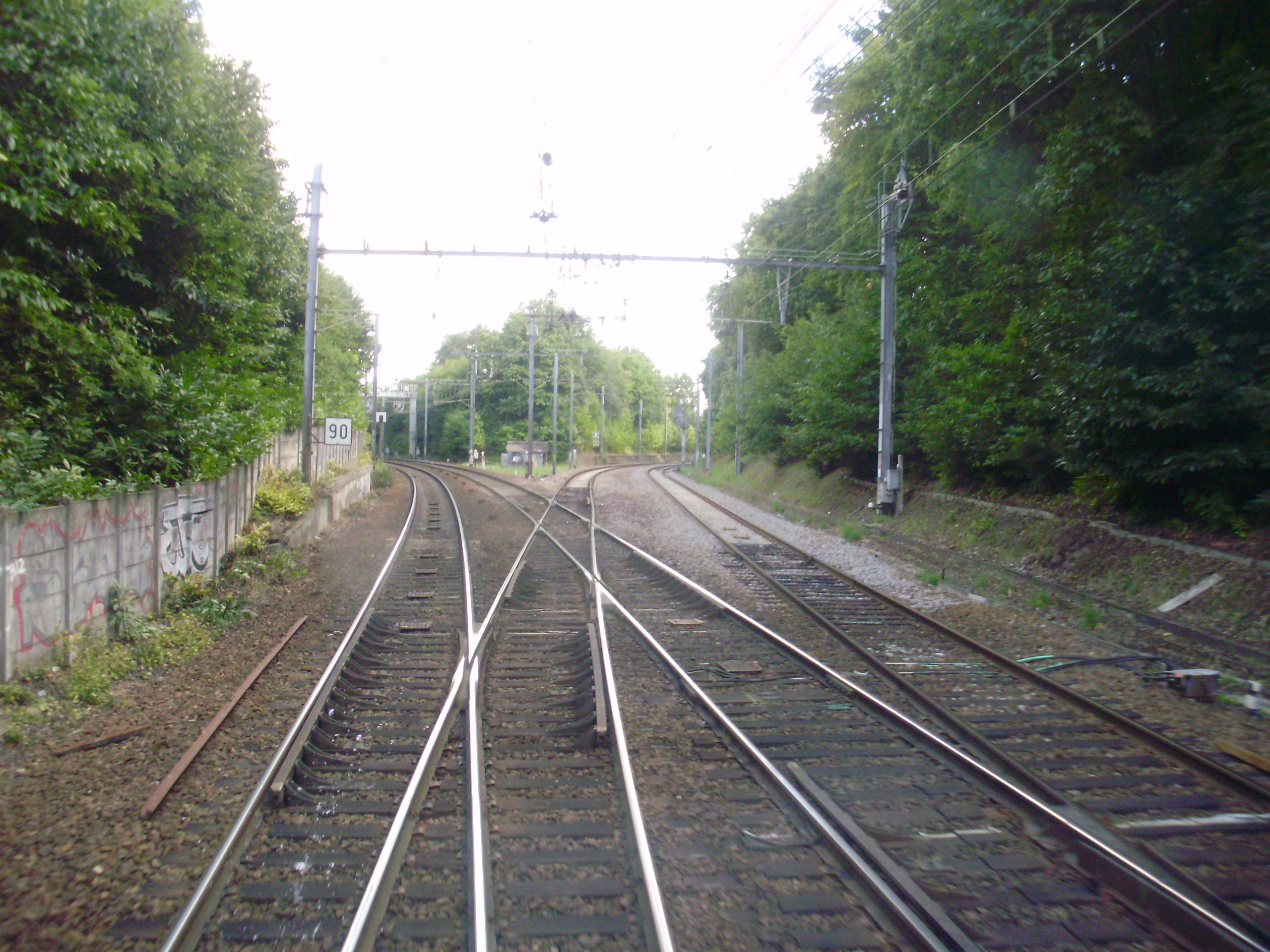
Bifurcation de Bois-Gazé à Saint-Cyr-l'École, à gauche vers la gare de Saint-Cyr, à droite (pour les trains de fret seulement) vers la gare de Saint-Quentin-en-Yvelines.

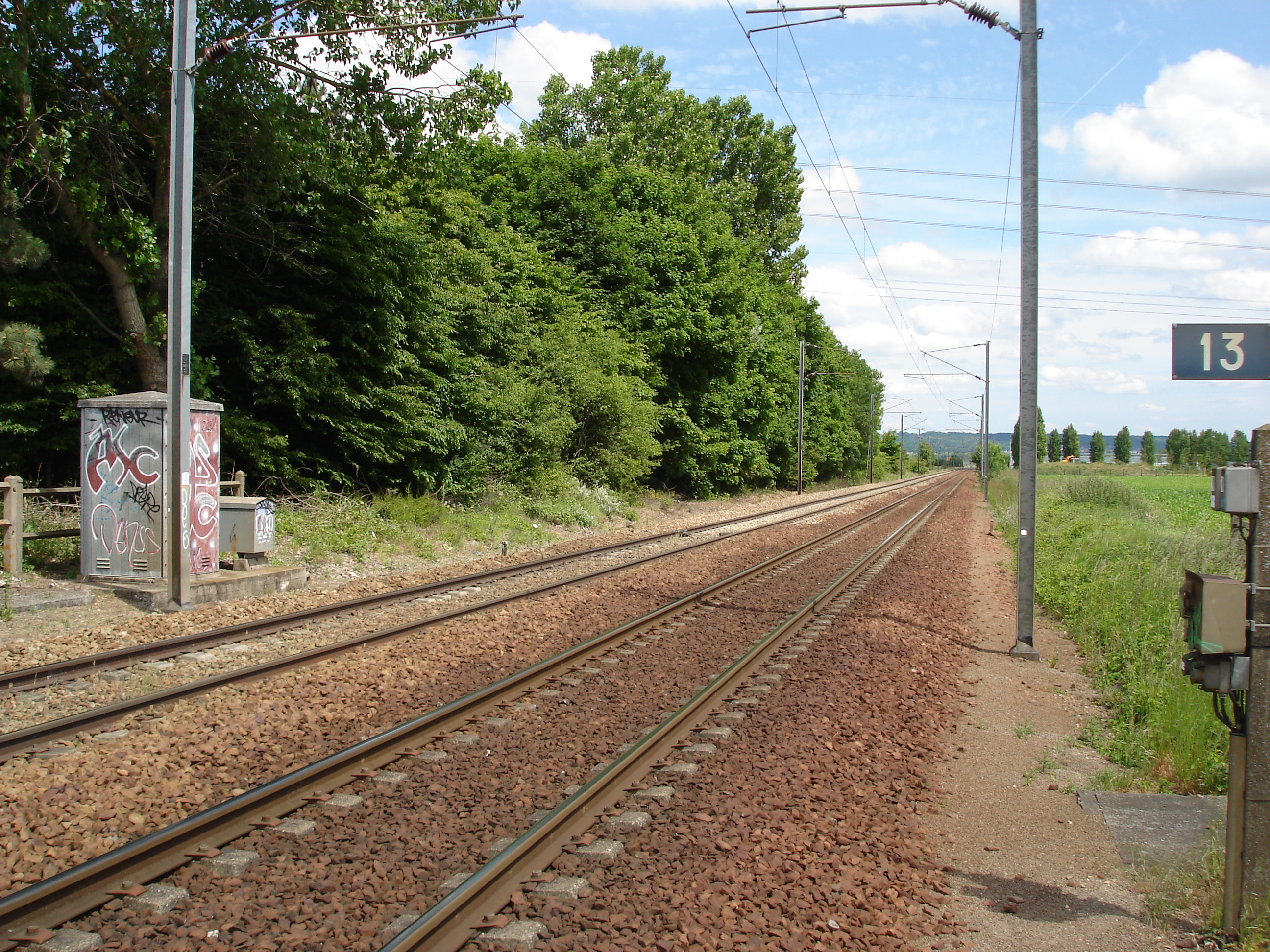
La ligne à Méré, au passage à niveau n° 13 (PK 43,548).

Le premier tronçon de Saint-Cyr à Dreux (59 kilomètres) est mis en service le 15 juin 1864. Quatre services quotidiens assurent la liaison avec Paris en deux heures quarante minutes.
Au départ de Saint-Cyr-l'École, le tracé est établi sur d'importants remblais de 146 000 et 216 000 m3, sur une longueur de six kilomètres, puis se rapproche de la vallée de la Mauldre. Il traverse plus loin la vallée de la Vesgre par un remblai de 224 000 m3 et de quinze mètres de hauteur. Peu avant Dreux, la ligne franchit la vallée de l'Eure à Cherisy par un viaduc en maçonnerie de dix-sept mètres de haut, formé de cinq arches de quinze mètres d'ouverture, prolongé par un remblai de quatorze à quinze mètres de haut et constitué de 278 000 m3 de terre.
Le second tronçon de la ligne relie Dreux à L'Aigle, distantes de soixante kilomètres. Après Dreux, la ligne se poursuit, sans sinuosités notables mais avec un profil accidenté, sur le plateau calcaire argileux. Elle coupe les vallées de l'Avre, de l'Iton puis de la Risle (ou Rille). Les travaux, démarrés en 1862, rencontrent quelques difficultés, avec une suspension de plusieurs mois à la suite d'un désaccord sur la dimension à donner à deux ouvrages franchissant des chemins vicinaux, et sont ralentis par des retards de mise à disposition des terrains, les propriétaires en interdisant l'accès avant les décisions du jury d'expropriation. L'édification des bâtiments des stations débute en 1864. Le tronçon est mis en service le 1er octobre 1866 : quatre omnibus quotidiens atteignent L'Aigle en quatre heures quinze minutes.
Le troisième tronçon relie L'Aigle à Surdon, sur quarante-et-un kilomètres. Il côtoie et traverse plusieurs fois la Risle, franchit le faîte des Authieux par des tranchées et descend vers la vallée de l'Orne. La ligne approche le village de Surdon, et se joint trois kilomètres plus loin à la ligne du Mans à Mézidon, où une gare de correspondance est prévue, sans ouverture au service voyageurs. Les travaux de terrassements ainsi que les ouvrages d'art sont adjugés dès avril 1864 et sont rapidement engagés. Mais leur avancée est là encore perturbée par des retards dans la mise à disposition des terrains. Ces travaux s'achèvent en 1866 et la pose des voies ainsi que la construction des gares est engagée. Ce tronçon est ouvert le 5 août 1867 : les trains en provenance de Paris-Montparnasse atteignent Argentan au bout d'un voyage de 197 kilomètres durant six heures environ.
La ligne connaît une rapide hausse de fréquentation, en particulier grâce aux correspondances assurées vers Le Mans et Mézidon, trafic en partie gagné sur les lignes de Paris-Montparnasse à Brest et de Mantes-la-Jolie à Cherbourg. Dès 1868, ce trafic nécessite l'agrandissement des gares de marchandises et des dépôts des machines. Du 1er janvier 1860 au 31 décembre 1867, la Compagnie dépense 58 millions de francs à la construction de la ligne. L'ouverture de la ligne d'Argentan à Granville par étapes entre 1866 et 1870 permet aux trains de relier Paris à Granville en passant par la ligne de Saint-Cyr à Surdon.

### La ligne de la Belle Époque à nos jours

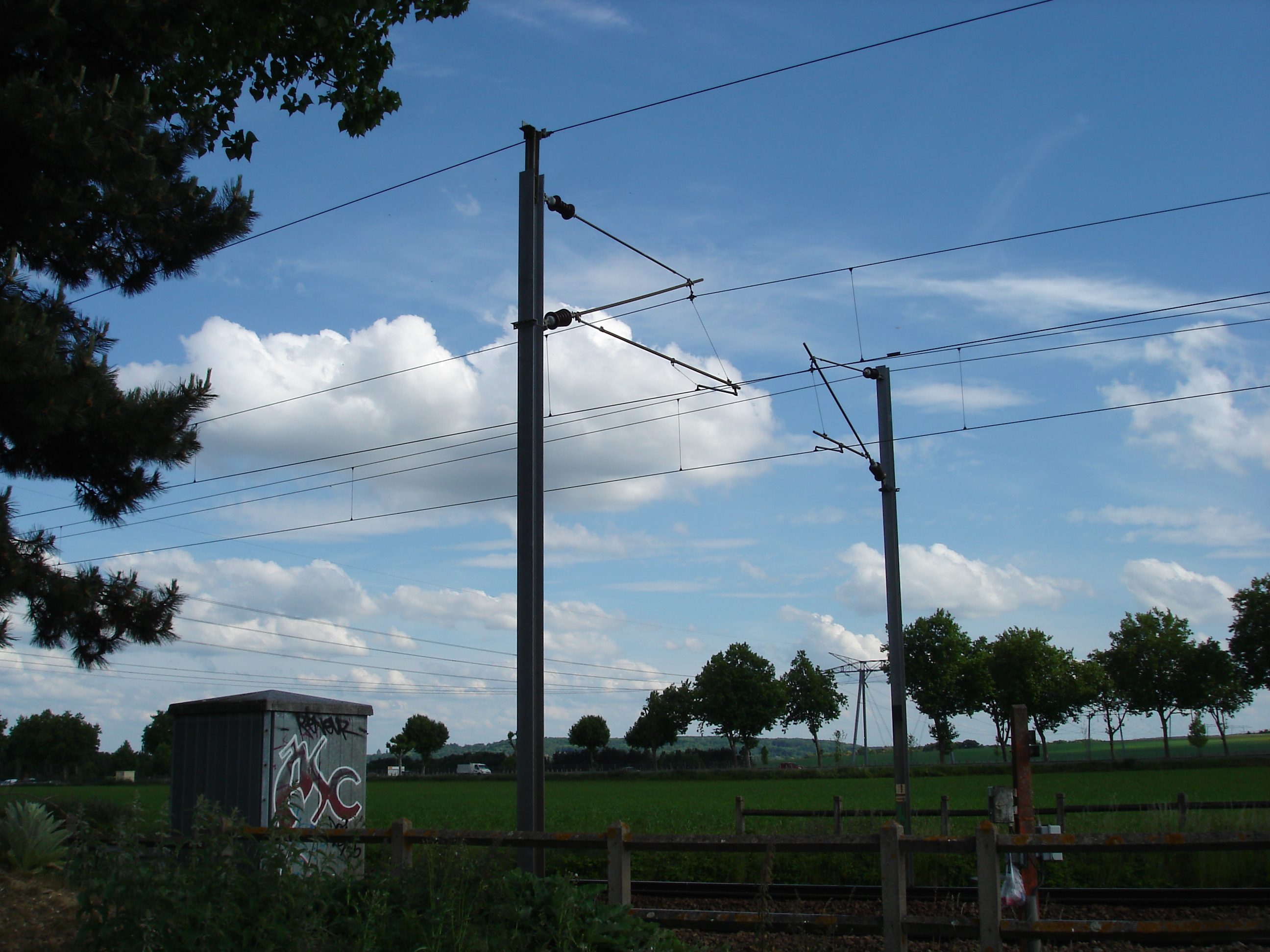
Les caténaires 25 kV 50 Hz, à Méré.

Le déclenchement de la guerre franco-prussienne de 1870 perturbe rapidement la ligne : dès le 18 septembre, le service est interrompu entre Saint-Cyr et Dreux, puis entre Saint-Cyr et Nonancourt le 21 et sur toute la ligne enfin le 12 janvier 1871. Les circulations reprennent progressivement.
L'électrification a été réalisée en :
- courant continu 1500 V de Saint-Cyr à Plaisir - Grignon en 1972 ;
- courant alternatif 25 kV 50 Hz de Plaisir - Grignon à Dreux en 1984.

## Caractéristiques

### Profil

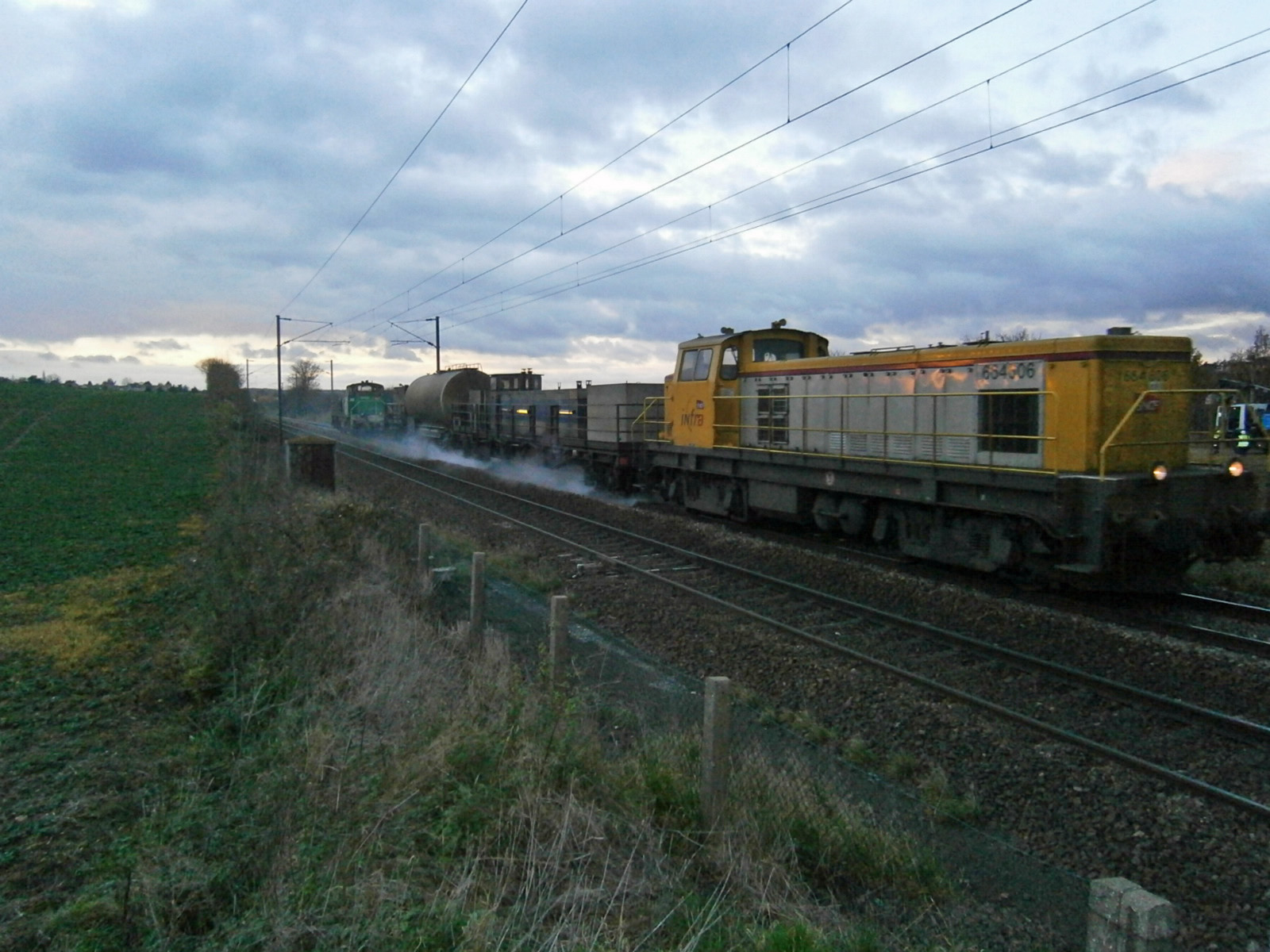
Le train nettoyeur de voie au travail, au passage à niveau n°7.

Entre L'Aigle et Rai-Aube
Entre Rai-Aube et Saint-Hilaire-Beaufai
Entre Saint-Hilaire-Beaufai et Sainte-Gauburge

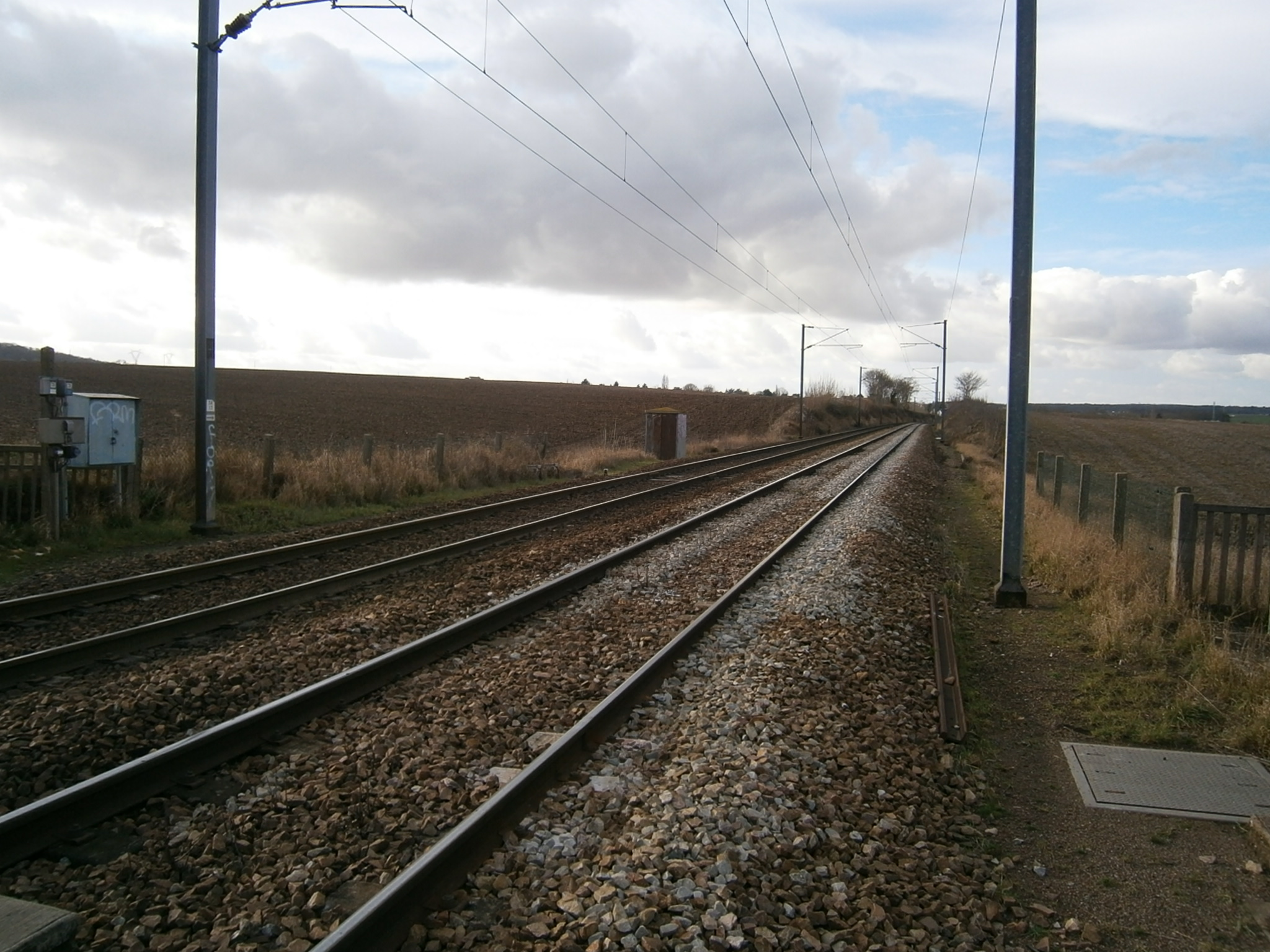
La ligne à Saint-Germain-de-la-Grange, au passage à niveau n° 7.

### Équipement
La liaison, à double voie sur la totalité du parcours lors de sa construction, est électrifiée par caténaire et alimentée en courant continu (1500 volts), afin de garder une continuité électrique avec la ligne Paris-Brest, de Saint-Cyr à Plaisir - Grignon et en courant alternatif 25 kV 50 Hz de Plaisir - Grignon à Dreux. En matière de signalisation, la liaison est équipée du block automatique lumineux (BAL) de Saint-Cyr à Dreux ainsi que du block automatique à permissivité restreinte (BAPR) de Dreux à Surdon.

### Vitesses limites
Les vitesses limites de la ligne en 2012 pour les autorails X 72500, les trains V 160 ainsi que les automotrices de type Z 2N (jusqu'à Dreux), en sens impair, sont indiquées dans le tableau ci-dessous ; toutefois, les trains de certaines catégories, comme les trains de marchandises, sont soumis à des vitesses limites plus faibles.
| De                            | À                 | Limite X 72500 | Limite V 160 |
| ----------------------------- | ----------------- | -------------- | ------------ |
| Saint-Cyr (bif. de Bois Gazé) | Dreux             | 140            | 140          |
| Dreux                         | Pancarte km 88,0  | 130            | 120          |
| Pancarte km 88,0              | Pancarte km 97,3  | 140            | 130          |
| Pancarte km 97,3              | Verneuil-sur-Avre | 150            | 140          |
| Verneuil-sur-Avre             | L'Aigle           | 160            | 160          |
| L'Aigle                       | Pancarte km 168,4 | 160            | 150          |
| Pancarte km 168,4             | Surdon            | 160            | 140          |

La ligne est équipée du contrôle de vitesse par balises (KVB) sur son intégralité.

## Exploitation

### Matériel roulant
Sur l'ensemble de sa section électrifiée, la ligne était parcourue principalement par des rames réversibles VB 2N tractées ou poussées par des locomotives BB 27300 jusqu'à la gare de Dreux pour les missions du Transilien N jusqu’en 2021. Elles ont depuis été remplacées par des rames Regio 2N. Au-delà de la gare de Dreux, le matériel roulant est majoritairement composé d'automotrices B 84500 pour les services Intercités Normandie et TER Normandie, en provenance de Paris-Montparnasse / Vaugirard.

### Desserte
| Gare                                | Département       | Localisation                     | km  | Services                                                          |
| Saint-Cyr                           | Yvelines (78)     | 48° 47′ 56″ nord, 2° 04′ 25″ est | 21  | Ligne N du Transilien, ligne U du Transilien et ligne C du RER    |
| Fontenay-le-Fleury                  | Yvelines (78)     | 48° 48′ 27″ nord, 2° 02′ 27″ est | 24  | Ligne N du Transilien                                             |
| Villepreux - Les Clayes             | Yvelines (78)     | 48° 49′ 26″ nord, 1° 59′ 34″ est | 28  | Ligne N du Transilien                                             |
| Plaisir - Les Clayes                | Yvelines (78)     | 48° 49′ 51″ nord, 1° 57′ 36″ est | 31  | Ligne N du Transilien                                             |
| Plaisir - Grignon                   | Yvelines (78)     | 48° 49′ 55″ nord, 1° 56′ 36″ est | 32  | Ligne N du Transilien                                             |
| Villiers - Neauphle - Pontchartrain | Yvelines (78)     | 48° 48′ 55″ nord, 1° 52′ 38″ est | 39  | Ligne N du Transilien                                             |
| Montfort–l'Amaury - Méré            | Yvelines (78)     | 48° 48′ 09″ nord, 1° 48′ 56″ est | 44  | Ligne N du Transilien                                             |
| Garancières - La Queue              | Yvelines (78)     | 48° 48′ 38″ nord, 1° 45′ 53″ est | 48  | Ligne N du Transilien                                             |
| Orgerus - Béhoust                   | Yvelines (78)     | 48° 49′ 36″ nord, 1° 42′ 11″ est | 53  | Ligne N du Transilien                                             |
| Tacoignières - Richebourg           | Yvelines (78)     | 48° 49′ 46″ nord, 1° 40′ 08″ est | 56  | Ligne N du Transilien                                             |
| Houdan                              | Yvelines (78)     | 48° 47′ 45″ nord, 1° 36′ 10″ est | 62  | Ligne N du Transilien                                             |
| Marchezais - Broué                  | Eure-et-Loir (28) | 48° 46′ 06″ nord, 1° 30′ 49″ est | 69  | Ligne N du Transilien                                             |
| Dreux                               | Eure-et-Loir (28) | 48° 43′ 53″ nord, 1° 22′ 13″ est | 81  | Intercités Normandie, TER Normandie, Ligne N du Transilien        |
| Saint-Germain - Saint-Rémy          | Eure (27)         | 48° 45′ 33″ nord, 1° 15′ 23″ est | 90  | La gare n'est plus desservie                                      |
| Nonancourt                          | Eure (27)         | 48° 46′ 33″ nord, 1° 11′ 35″ est | 96  | TER Normandie                                                     |
| Tillières                           | Eure (27)         | 48° 45′ 39″ nord, 1° 03′ 16″ est | 105 | La gare n'est plus desservie                                      |
| Verneuil-sur-Avre                   | Eure (27)         | 48° 44′ 34″ nord, 0° 55′ 45″ est | 117 | Intercités Normandie, TER Normandie                               |
| Bourth                              | Eure (27)         | 48° 45′ 57″ nord, 0° 48′ 17″ est | 126 | La gare n'est plus desservie (depuis 2016)                        |
| L'Aigle                             | Orne (61)         | 48° 45′ 59″ nord, 0° 37′ 12″ est | 141 | Intercités Normandie, TER Normandie                               |
| Rai - Aube                          | Orne (61)         | 48° 44′ 37″ nord, 0° 33′ 11″ est | 146 | La gare n'est plus desservie (substitution routière à la demande) |
| Sainte-Gauburge                     | Orne (61)         | 48° 43′ 02″ nord, 0° 25′ 45″ est | 156 | TER Normandie                                                     |
| Le Merlerault                       | Orne (61)         | 48° 42′ 08″ nord, 0° 17′ 00″ est | 167 | TER Normandie                                                     |
| Nonant-le-Pin                       | Orne (61)         | 48° 42′ 14″ nord, 0° 13′ 11″ est | 172 | La gare n'est plus desservie (substitution routière à la demande) |
| Surdon                              | Orne (61)         | 48° 39′ 53″ nord, 0° 08′ 04″ est | 182 | Intercités Normandie, TER Pays de la Loire, TER Normandie         |

À la suite de la mise sur route du trafic TER, certaines gares énumérées dans le schéma de ligne ne sont plus desservies par des trains de voyageurs en service normal. Les gares ci-dessous ne sont plus desservies par des trains, mais peuvent être desservies par des autocars TER, ou bien par un service de transport à la demande.
- Saint-Martin-d'Écublei
- Saint-Hilaire-Beaufai
- Planches